# Антипино (Сарапульський район)
Анти́пино (рос. Антипино) — присілок в Сарапульському районі Удмуртії, Росія.
Урбаноніми:
- вулиці — Трудова
- провулки — Річковий

## Населення
Населення становить 28 осіб (2010, 38 у 2002).
Національний склад (2002):
- росіяни — 97 %
- удмурти — 30 %